# Ozarba rex
Ozarba rex is een vlinder van de familie van de uilen (Noctuidae). De wetenschappelijke naam van deze soort is voor het eerst voorgesteld als Thalerastria rex door Edward Parr Wiltshire in een publicatie uit 1948.
De soort komt voor in Saudi-Arabië, Oman en Jemen.